# Schefflera halconensis
Schefflera halconensis är en araliaväxtart som beskrevs av Elmer Drew Merrill. Schefflera halconensis ingår i släktet Schefflera och familjen araliaväxter. Inga underarter finns listade.